# Tahr himálajský
Tahr himálajský (Hemitragus jemlahicus) je velký sudokopytník a blízký příbuzný divoké kozy. Vyskytuje se na zalesněných hrbolatých stráních a na horských svazích Himálaje od severní Indie po Tibet. Léto tráví na pastvinách ve větší výšce a na zimu sestupují z hor.

## Popis
Tahr himálajský je jedním ze tří druhů žijících tahrů. Zbylí dva jsou tahr arabský v Ománu a tahr jihoindický v jižní Indii. Nové molekulárně genetické studie naznačily, že tahrové nejsou až tak úzce příbuzní, jak se dříve myslelo. Nyní existují tři samostatné rody: Tahr himálajský (Hemitragus jemlahicus), tahr jihoindický (Nilgiritragus hylocrius) a tahr arabský (Arabitragus jayakari). Ukázalo se totiž, že zatímco tahr himálajský a arabský jsou příbuzní spíše kozám a zejména tahr arabský rovněž paovci hřívnaté, tahr jihoindický je vývojově bližší ovcím. Od svých příbuzných se kromě zbarvení liší i tím, že samice má na vemínku jen dva struky.

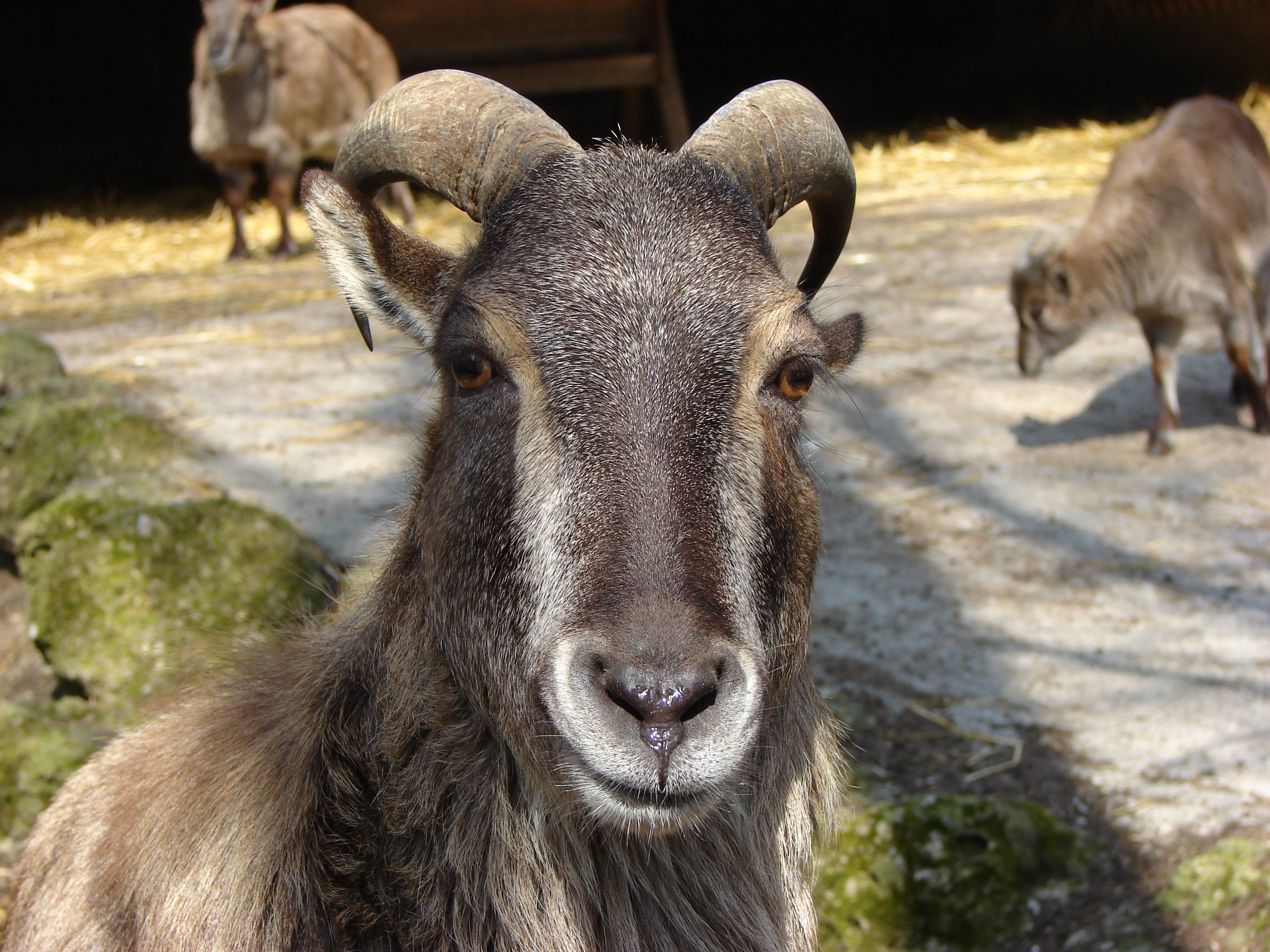
Tahr himálajský v Zoo Stadt Haag v Rakousku.

Všichni tahrové mají malou hlavu s velkýma očima a špičatýma ušima. Jejich kopyta mají pružná, elastická jádra, která jim umožňují udržet se na hladkých skalách a tvrdé a ostré okraje jim slouží jako opora. Samci jsou větší a mají odlišné zbarvení a strukturu rohů než samice. Dospělý tahr himálajský váží od 135 do 180 kilogramů, délka jeho těla dosahuje 120 až 170 centimetrů a výška v kohoutku 70 až 90 cm. Jihoindický a arabský druh jsou menší, mají kratší srst a menší rohy. Arabský tahr je zbarvený pískově nebo světle šedě, samec má na krku hřívu delší srsti. Tahr jihoindický má krátkou hnědou srst.

## Způsob života
Jsou to býložravci živící se trávou, listy keřů a stromů. Březost trvá sedm měsíců, samice rodí jedno nebo dvě kůzlata. Mláďata jsou kojena po dobu šesti měsíců, ale mohou zůstávat s matkou až do dvou let. Ve volné přírodě se mohou tahrové dožít až patnácti let, ale obvykle se délka jejich života pohybuje okolo 10 let.
Zdivočelí himálajští tahrové jsou nepůvodním druhem na Jižním ostrově Nového Zélandu, kde se v Jižních Alpách vytvořila stáda. Ve velkém množství jsou tahrové považováni za škůdce kvůli jejich ohryzování vegetace. Jsou však uznáváni jako cenný zdroj Nového Zélandu, jelikož jejich lov přináší ekonomické prostředky regionu West Coast.
Tahr himálajský je ze strany International Union for Conservation of Nature (IUCN) považován za zranitelný druh v jeho původní oblasti v Himálaji. V nepůvodních oblastech jako například na Novém Zélandu, Novém Mexiku, Kalifornii, Jihoafrické republice a Ontáriu jsou jejich predátory lidé, kteří je loví pro maso, pro sport nebo trofeje.

## Chov v zoo
Tahr himálajský je v Evropě chován ve 25 zoo. V Česku jej chovají dvě zoologické zahrady: Zoo Praha a Zoo Brno. Dříve byl tento druh k vidění též v Zoo Liberec. Na Slovensku mají tahry v Zoo Košice.

### Chov v Zoo Praha
Historie chovu tahrů v Zoo Praha patří mezi ty nejdéle trvající, neboť první tahr přišel do zoo již dva roky po jejím otevření v roce 1933. Žil v ní ovšem necelý rok a další jedinci tohoto druhu doputovali do zoo až v roce 1973. První úspěšný odchov je datován o pět let později. V posledních letech se každoročně rodí mláďata. Ke konci roku 2017 bylo chováno 13 jedinců. V průběhu roku 2018 se podařilo odchovat tři samce. Na konci téhož roku zoo chovala čtyři samce a sedm samic (celkem 11 jedinců). Na konci dubna 2019 byl dovezen samec ze Zoo Řím. Na konci července 2019 se narodilo jedno mládě a v srpnu 2019 následovala další tři mláďata. Hned sedm mláďat se narodilo v červnu 2020.
Zoo Praha vede monitoring druhu v rámci chovů Evropské asociace zoologických zahrad a akvárií (EAZA).